# Шорт-трек на зимних Олимпийских играх 2018 — эстафета (женщины)
Соревнования по шорт-треку среди женщин в эстафете на зимних Олимпийских играх 2018 прошли 10 и 20 февраля в ледовом зале «Кёнпхо». В соревновании выступили 8 сборных. В заявке каждой страны находились 5 конькобежек, но в забеге могли принять участие только 4 из них. Квалификация на Игры осуществлялась по итогам четырёх этапов Кубка мира 2017/2018.
Действующими олимпийскими чемпионками являются корейские конькобежки, они подтвердили свой статус на Играх в Пхёнчхане.

## Медалисты
| Золото                                                                            | Серебро                                                                        | Бронза                                                                             |
| Республика Корея · Сим Сок Хи · Чхве Мин Джон · Ким Е Чжин · Ким А Ран · Ли Ю Бин | Италия · Арианна Фонтана · Лючия Перетти · Сесилия Маффеи · Мартина Вальчепина | Нидерланды · Сюзанне Схюлтинг · Йорин Тер Морс · Яра Ван Керкхоф · Лара Ван Рёйвен |

## Расписание
Время местное (UTC+9)
| Дата       | Время | Раунд     |
| ---------- | ----- | --------- |
| 10 февраля | 19:00 | Полуфинал |
| 20 февраля | 19:00 | Финал     |

## Рекорды
До начала зимних Олимпийских игр 2018 года мировой и олимпийский рекорды были следующими:
| Мировой рекорд     | Республика Корея | 4:04,222 | Солт-Лейк-Сити | 12 ноября 2016  |
| Олимпийский рекорд | Китай            | 4:06,610 | Ванкувер       | 24 февраля 2010 |

## Результаты

### Полуфинал
В полуфинале участвуют 8 сборных, разделённые на 2 забега по 4 страны в каждом. В финал A выходят по 2 лучших сборных из каждого забега, остальные отправляются в финал B.

#### Забег 1
| Место | Спортсменки                                                                   | Страна           | Время    | Отставание | Примечание |
| ----- | ----------------------------------------------------------------------------- | ---------------- | -------- | ---------- | ---------- |
| 1     |                                                                               | Республика Корея | 4:06,387 | +0,000     | QA         |
| 2     | Марианна Сен-Желе Ким Бутен Джейми Макдональд Кассандра Брадетт               | Канада           | 4:07,627 | +1,240     | QA         |
| 3     | Петра Ясапати Андреа Кеслер Шара Бачкаи Бернадетт Хайдум                      | Венгрия          | 4:09,555 | +3,168     | QB         |
| 4     | Софья Просвирнова Екатерина Константинова Екатерина Ефременкова Эмина Малагич | ОСР              | 4:21,973 | +15,586    | QB         |

#### Забег 2
| Место | Спортсменки                                                     | Страна     | Время       | Отставание | Примечание |
| ----- | --------------------------------------------------------------- | ---------- | ----------- | ---------- | ---------- |
| 1     | Фань Кэсинь Хань Юйтун Цюй Чуньюй Чжоу Ян                       | Китай      | 4:05,315 OR | +0,000     | QA         |
| 2     | Арианна Фонтана Лючия Перетти Мартина Вальчепина Сесилия Маффеи | Италия     | 4:05,918    | +0,603     | QA         |
| 3     | Сюзанне Схюлтинг Яра ван Керкхоф Лара ван Рёйвен Йорин тер Морс | Нидерланды | 4:05,977    | +0,662     | QB         |
| 4     | Хитоми Сайто Сумирэ Кикути Аюко Ито Юки Кикути                  | Япония     | 4:12,664    | +7,349     | QB         |

### Финал

#### Финал B
| Место | Спортсменки                                                                   | Страна     | Время    | Отставание | Примечание |
| ----- | ----------------------------------------------------------------------------- | ---------- | -------- | ---------- | ---------- |
| 3     | Сюзанне Схюлтинг Йорин Тер Морс Яра Ван Керкхоф Лара Ван Рёйвен               | Нидерланды | 4:03,471 | +0,000     |            |
| 4     | Петра Ясапати Андреа Кеслер Жофия Конья Шара Бачкаи                           | Венгрия    | 4:03,603 | +0,132     |            |
| 5     | Софья Просвирнова Екатерина Константинова Екатерина Ефременкова Эмина Малагич | ОСР        | 4:08,838 | +5,367     |            |
| 6     | Хитоми Сайто Сумирэ Кикути Сионэ Каминага Юки Кикути                          | Япония     | 4:13,072 | +9,601     |            |

#### Финал A
| Место | Спортсменки                                                     | Страна           | Время    | Отставание | Примечание |
| ----- | --------------------------------------------------------------- | ---------------- | -------- | ---------- | ---------- |
| 1     | Сим Сок Хи Чхве Мин Джон Ким Е Чжин Ким А Ран                   | Республика Корея | 4:07,361 |            |            |
| 2     | Арианна Фонтана Лючия Перетти Сесилия Маффеи Мартина Вальчепина | Италия           | 4:15,901 |            |            |
| 7     | Фань Кэсинь Цюй Чуньюй Ли Цзиньюй Чжоу Ян                       | Китай            |          |            | PEN        |
| 8     | Марианна Сен-Желе Ким Бутен Валери Мальте Кассандра Брадетт     | Канада           |          |            | PEN        |